# Xã Farina, Quận Hettinger, Bắc Dakota
Xã Farina (tiếng Anh: Farina Township) là một xã thuộc quận Hettinger, tiểu bang Bắc Dakota, Hoa Kỳ. Năm 2010, dân số của xã này là 18 người.